# 中国的恐怖主义

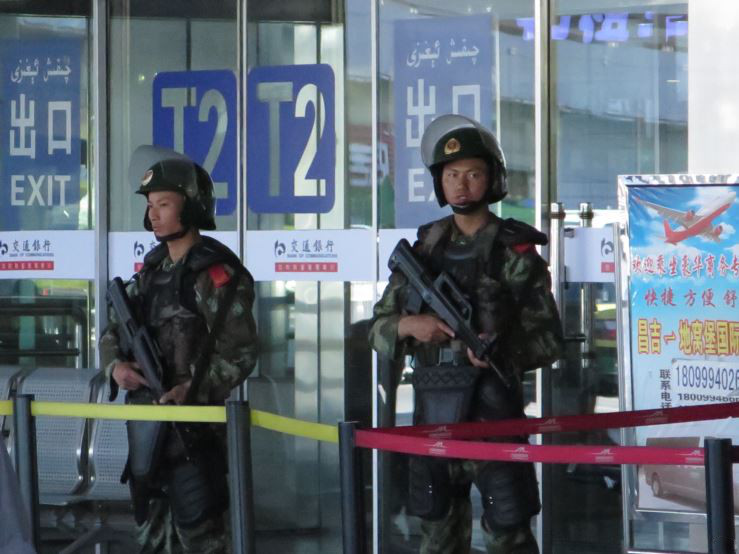
中國烏魯木齊國際機場部署武裝警察

在中国，恐怖主义是指在中华人民共和国境内使用或威胁使用暴力以实现政治或意识形态变革的行为。不同学者、国际和国家机构以及不同时期对恐怖主义的定义各不相同，国际上也没有具有法律约束力的定义。在中国的文化背景下，这个词相对较新，也比较模糊。
中国的恐怖主义与活跃的分离主义活动相关，但不局限特定地区、特定目标、中小城市，中华人民共和国政府将北京、上海、天津、武汉、广州、沈阳、重庆等7个恐怖袭击威胁较大的城市列为反恐中心城市。对已认定的恐怖组织和恐怖分子，禁止其在中华人民共和国境内的一切活动，禁止支持、资助、庇护，並冻结他们的资产。
2024年1月23日，中共中央宣传部（国务院新闻办公室）发布《中国的反恐怖主义法律制度体系与实践》白皮书，书中强调，中国是恐怖主义受害国，面临着恐怖主义的威胁。其后，1月24日，人民日报发表评论员文章，要求反恐怖主义工作须在法治的轨道上进行。

## 地区性恐怖主义和政治暴力

### 新疆
关于现代中国恐怖主义的媒体报道和学术研究经常聚焦于主要由穆斯林组成的维吾尔族成员，他们主要集中在西北部的新疆维吾尔自治区。
中苏交恶后，苏联在俄罗斯与新疆交界处集结军队，支持“东突厥斯坦”分离主义运动，这些运动得到了其他地区激进组织的道义和物质支持。中国指责苏联策划了暴乱，并改善了当地的军事基础设施以打击暴乱。
部分学者认为，新疆的暴力事件基于各种意识形态，维吾尔族人中并不存在单一的主导意识形态。伊斯兰教、泛突厥主义和维吾尔民族主义都是新疆地区动乱的因素。
自2017年以来，在以习近平当局采取大规模监控、加大逮捕力度、建立再教育营系统（估计关押了100万维吾尔族人和其他穆斯林少数民族成员）等应对措施后，新疆没有发生过暴力袭击事件。
聯合國人權事務高級專員巴切萊特於2022年8月31日發布《新疆人權報告》，指中國以反擊恐怖主義和極端主義為名嚴重侵犯新疆維吾爾族和穆斯林的人權。報告稱在新疆發現一系列人權受到不當限制的情況，中國政府的行為可能構成國際罪行，特別是危害人類罪。聯合國秘書長古特雷斯認可新疆人權報告中的證據，希望中國當局改善。

### 西藏
西藏是700万藏族人的故乡，其中约一半生活在西藏自治区，稍多一些生活在青海、云南、甘肃和四川等邻近省份。从1912年到1950年，在清朝灭亡后，西藏经历了一段脱离中国统治的事实上的独立时期。
1950年，中国吞并了西藏及其外围地区，占领了西藏，撤消了西藏的政治和宗教机构，并接管了国家。自1950年以来，西藏的抵抗形式多种多样，包括被中国当局称为恐怖主义的武装抵抗。
中国共产党在藏区实施的土地改革和同化政策引发了不满，导致了叛乱和时断时续的战争，1959年藏区骚乱是这次冲突的高潮，这场叛乱被中国人民解放军镇压，十四世达赖喇嘛和其他约10万藏族人逃往印度。
改革开放后，该地区的暴力冲突间歇性地爆发，如1989年拉萨骚乱和2008年拉萨暴力事件。

## 大事年表
以下是中华人民共和国境内被描述为非国家行为者恐怖袭击或恐怖袭击未遂事件的部分清单。由于对该术语的定义和应用存在差异，将某些事件定性为恐怖袭击可能存在争议。所列的许多事件都发生在新疆或西藏——在这些地区，外国记者的采访权限极为有限，即使他们获准在这些地区进行报道，也会受到严密监视。因此，许多关于暴力或恐怖袭击的报告都无法得到独立证实。而外国报道则经常依赖中国政府发布的信息或国营报刊。在一些情况下，目击者或散居国外者群体的说法相互矛盾。
| 日期           | 位置           | 主要条目                                 | 说明 |
| -------------- | -------------- | ---------------------------------------- | --- |
| 1992年2月5日   | 新疆乌鲁木齐   | 乌鲁木齐二·五爆炸案                      | 乌鲁木齐两辆公共汽车发生爆炸，造成至少3人死亡，23人受伤。未经证实的报告显示，这些袭击是由东突厥斯坦伊斯兰党实施的。 |
| 1996年         | 西藏拉萨       |                                          | 已确认的主要袭击有四次，但非官方消息来源称还有更多。 1月13日，一名藏传佛教僧侣在一家汉族人开的商店里引爆了一枚自制炸弹。 1月18日，班禅喇嘛的扎什伦布寺首座喇嘛成千洛桑嘉措的住所遭到轰炸。 3月18日，一枚炸弹在自治区政府和当地共产党驻地爆炸。作为回应，政府暂时关闭了西藏的旅游业。中国最初否认了所有爆炸事件，但后来将其归咎于分裂分子。 12月25日，一枚炸弹在拉萨市政府办公楼前用遥控器引爆的，五人受伤。 |
| 1997年2月27日  | 新疆乌鲁木齐   | 1997年乌鲁木齐“2.25”公共汽车爆炸案       | 乌鲁木齐3辆公交车上发生爆炸，造成9人死亡，68人重伤。维吾尔解放党声称对爆炸事件负责。 |
| 2001年3月      | 河北石家庄     | 靳如超爆炸案                             | 单人炸弹袭击，108人死亡，38人受伤。 石家庄市的几个街区被几枚ANFO炸弹（类似于爱尔兰共和军以及1993年世界贸易中心爆炸案和1995年俄克拉荷马城爆炸案中使用的 ANFO 炸弹）炸毁。行凶者是41岁的靳如超，据称是出于对前妻的仇恨。 然而，政府的说法却遭到了质疑。一些消息来源称，靳可能是替罪羊，爆炸事件可能是因裁员而心怀不满的前工厂工人所为。                                                                       |
| 2007年1月      | 新疆帕米尔高原 | 帕米尔高原反恐行动                       | 中国武警突袭了位于阿富汗和巴基斯坦边境附近帕米尔高原阿克陶县的疑似东突厥斯坦伊斯兰运动（ETIM）训练营地，新疆公安厅发言人说，18名恐怖嫌疑人被击毙，17名被抓获。一名中国警察死亡，另一名受伤。 |
| 2008年8月      | 新疆喀什       | 2008年喀什袭击事件                       | 据报道，疑似 "ETIM "武装分子驾驶一辆卡车冲向一群约70名慢跑的警察。他们随后下车挥舞砍刀，投掷手榴弹，造成17名警察死亡。 |
| 2009年7月      | 新疆乌鲁木齐   | 乌鲁木齐七五事件                         | 至少197人死亡。 |
| 2011年7月      | 新疆和田       | 2011年和田市“7·18”暴力恐怖袭击事件       | 18人死亡。突厥斯坦伊斯兰党随后声称对此次袭击负责。 |
| 2011年7月      | 新疆喀什       | 2011年喀什暴力恐怖袭击事件               | 在喀什市发生的一系列恐怖袭击中，至少有18人死亡。 |
| 2012年6月      | 天津           | 天津航空7554号班机劫机事件               | 中国官方媒体报道称，六名男子企图劫持从和田飞往新疆乌鲁木齐的天津航空GS7554航班。至少有 10 名乘客和机组人员受伤。世界维吾尔代表大会对官方的说法提出质疑，声称维吾尔人和汉族人之间就座位问题发生了争执。世界维吾尔代表大会认为该事件被用作在新疆 "加强镇压 "的借口。 |
| 2013年4月      | 新疆巴楚县     | 2013年巴楚县“4·23”暴力恐怖袭击事件       | BBC报道称，这是一起发生在维吾尔族穆斯林和汉族之间的种族冲突事件，21人在事件中丧生，其中包括15名警察和当地政府官员。 |
| 2013年6月      | 新疆鄯善       | 2013年鄯善县“6·26”暴力恐怖袭击事件       | 在维吾尔族人与警察的冲突中，至少有35人丧生，这是自 2009年以来该地区发生的死亡人数最多的冲突。 |
| 2013年6月7日   | 福建厦门       | 2013年厦门公交车纵火案                   | 公交车单人纵火。47人死亡、34人受伤。 |
| 2013年10月     | 北京天安门     | 天安门金水桥恐怖袭击案                   | 5人死亡、38人受伤。突厥斯坦伊斯兰党随后声称对此次袭击负责。 |
| 2014年3月      | 云南昆明       | 2014年昆明火车站暴力恐怖袭击事件         | 35人死亡、141人受伤。 |
| 2014年5月      | 新疆乌鲁木齐   | 2014年乌鲁木齐公园北街早市暴力恐怖袭击案 | 43人死亡，90多人受伤。 |
| 2014年7月28日  | 新疆莎车       | 2014年莎车县暴恐袭击案                   | 96人死亡（包括59名袭击者）、13人受伤 |
| 2014年9月21日  | 新疆轮台县     | 2014年轮台县爆炸案                       | 50人死亡，54人受伤。 |
| 2014年11月28日 | 新疆莎车       | 2014年11月28日莎车县暴恐袭击案           | 造成15人死亡（包括11名袭击者），14人受伤。 |
| 2015年9月      | 新疆阿克苏     | 2015年阿克苏煤矿袭击                     | 一伙身份不明的持刀男子袭击了一家煤矿的下班工人，造成50人死亡，其中包括5名警察。 |
| 2016年1月5日   | 宁夏银川       | 2016年银川公交车纵火案                   | 公交车单人纵火。18人死亡、32人受伤。 |
| 2018年         | 湖南衡阳       | 2018年湖南衡阳驾车冲撞案                 | 单人車輛衝撞攻擊，濫殺。15人死亡。 |
| 2020年         | 贵州安顺       | 2020年贵州公交坠湖事故                   | 司机坠湖自杀。21人死亡。 |

## 当代中国的恐怖主义

### 法律定义及使用
中华人民共和国的反对恐怖主义的法律依据有：
- 《中华人民共和国反恐怖主义法》
- 《中华人民共和国刑法》及2001年12月29日第九届全国人大常委会第二十五次会议通过的《中华人民共和国刑法修正案（三）》。
- 《中华人民共和国国家安全法》及其实施细则，
- 中国加入的一系列反恐怖国际公约（如联合国通过的《制止恐怖主义爆炸的公约》、《制止向恐怖主义提供资助的国际公约》）以及联合国安理会通过的第1267号、1373号、1333号、1456号等反恐决议。

### 被认定的为恐怖组织
中华人民共和国政府于2003年12月15日公布了境内第一批认定的4个“东突”相关的组织为恐怖组织，另外13名相关人员为恐怖分子。
- 中华人民共和国政府认定的恐怖组织
  - 东突厥斯坦伊斯兰运动
  - 东突厥斯坦解放组织
  - 世界维吾尔青年代表大会
  - 东突厥斯坦新闻信息中心
- 中华人民共和国政府认定的恐怖分子（标有“ †”的为已被击毙）
  - 艾山·买合苏木 †
  - 买买提明·艾孜来提
  - 多里坤·艾沙
  - 阿卜杜勒·哈克·阿尔-蒂尔基斯坦尼 †
  - 阿不都吉力力·卡拉卡西
  - 阿不都卡德尔·亚甫泉
  - 阿不都米吉提·买买提克里木
  - 阿不都拉·卡日阿吉
  - 阿不力米提·吐尔逊
  - 胡达拜尔地·阿西尔白克
  - 亚生·买买提
  - 阿塔汗·阿不都艾尼[40]
  - 买买提明·买买提 †
  - 艾买提·亚库甫 †

2008年10月21日公布了境内第二批认定的8名“东突”恐怖组织相关人员。
- 买买提明·买买提 †
- 艾买提·亚库甫 †
- 买买提吐尔逊·依明
- 买买提吐尔逊·阿布杜哈力克
- 夏米斯丁艾合麦提·阿布都米吉提
- 艾可米来·吾买尔江
- 牙库甫·麦麦提
- 吐尔孙·托合提

2012年4月5日公布了境内第三批认定的6名“东突”恐怖组织相关人员。
- 努尔麦麦提·麦麦提敏
- 阿布都克尤木·库尔班
- 帕如哈·吐尔逊
- 吐送江·艾比布拉
- 努尔麦麦提·热西提
- 麦麦提依明·努尔麦麦提